# Джміль Вурфлена
Джміль Вурфлена (Bombus wurflenii) — вид комах ряду перетинчастокрилих.

## Поширення
Бореально-альпійський вид, якому притаманний диз'юнктивний ареал. Bombus wurflenii поширений в таких місцях, як: Піренеї, Альпи, Карпати, Скандинавські гори, Кавказ, Південний Кавказ, Південний Урал, гори північно-східної Туреччини та Балканський півострів.
На території України цей вид трапляється лишу у високогір'ї Карпат (лісові пояси з висот близько 500 м
і субальпік), де представлений підвидом B. wurflenii mastrucatus Gerst, що є звичайним видом для цього ареалу.

## Короткий опис ейдономії імаго
Bombus wurflenii за ейдономією подібний до джмеля яскравого, але на відміну від останнього довжина щоки в Bombus wurflenii вдвічі менша за ширину основи мандибул. Довжина тіла у самок 20-26 мм, у самців 13-18 мм. Розмах крил у матки становить 36-41 мм, в робочих особин 25-32 мм, а у самців 28-32 мм. Довжина хоботка 10.25 мм.
В опушенні переважають чорні або темно-коричневі (голова, широка перев'язь на спинці між основами крил, перший і другий тергіти черевця), жовті (передня частина спинки і щитик) і помаранчево-бурі волоски (останні тергіти черевця).

## Особливості біології та місця проживання
Гніздиться підземно. В Українських Карпатах цей вид поширений у високогір'ї (найвища чисельність популяції спостерігається в межах висот 800—1100 м), а саме в букових, буково-смерекових і смерекових лісах, на полонинах і відслоненнях.